# 모토야마씨
모토야마 씨(本山氏, もとやまし)는 도사국의 호족인 도사 칠웅의 하나이다.